# Saint-Martin-du-Tertre (Yonne)
Pour les articles homonymes, voir Saint-Martin-du-Tertre, Saint-Martin et Tertre.
Saint-Martin-du-Tertre est une commune française située dans le département de l'Yonne en région Bourgogne-Franche-Comté.

## Géographie

### Climat
Pour des articles plus généraux, voir Climat de la Bourgogne-Franche-Comté et Climat de l'Yonne.
En 2010, le climat de la commune est de type climat océanique dégradé des plaines du Centre et du Nord, selon une étude du Centre national de la recherche scientifique s'appuyant sur une série de données couvrant la période 1971-2000. En 2020, Météo-France publie une typologie des climats de la France métropolitaine dans laquelle la commune est exposée à un climat océanique altéré et est dans la région climatique  Nord-est du bassin Parisien, caractérisée par un ensoleillement médiocre, une pluviométrie moyenne régulièrement répartie au cours de l’année et un hiver froid (3 °C). 
Pour la période 1971-2000, la température annuelle moyenne est de 11,3 °C, avec une amplitude thermique annuelle de 15,8 °C. Le cumul annuel moyen de précipitations est de 692 mm, avec 11,7 jours de précipitations en janvier et 7,4 jours en juillet. Pour la période 1991-2020, la température moyenne annuelle observée sur la station météorologique de Météo-France la plus proche, « Sens », sur la commune de Sens à 2 km à vol d'oiseau, est de 11,9 °C et le cumul annuel moyen de précipitations est de 644,7 mm. 
La température maximale relevée sur cette station est de 42,4 °C, atteinte le 25 juillet 2019 ; la température minimale est de −22,6 °C, atteinte le 14 février 1956,,. 
Les paramètres climatiques de la commune ont été estimés pour le milieu du siècle (2041-2070) selon différents scénarios d'émission de gaz à effet de serre à partir des nouvelles projections climatiques de référence DRIAS-2020. Ils sont consultables sur un site dédié publié par Météo-France en novembre 2022.

## Urbanisme

### Typologie
Au 1er janvier 2024, Saint-Martin-du-Tertre est catégorisée ceinture urbaine, selon la nouvelle grille communale de densité à sept niveaux définie par l'Insee en 2022.
Elle appartient à l'unité urbaine de Sens, une agglomération intra-départementale regroupant six  communes, dont elle est une commune de la banlieue,,. Par ailleurs la commune fait partie de l'aire d'attraction de Sens, dont elle est une commune de la couronne,. Cette aire, qui regroupe 65 communes, est catégorisée dans les aires de 50 000 à moins de 200 000 habitants,.

### Occupation des sols
L'occupation des sols de la commune, telle qu'elle ressort de la base de données européenne d’occupation biophysique des sols Corine Land Cover (CLC), est marquée par l'importance des territoires agricoles (56,7 % en 2018), en diminution par rapport à 1990 (59,6 %). La répartition détaillée en 2018 est la suivante : 
terres arables (46,4 %), forêts (22,7 %), zones urbanisées (13 %), zones agricoles hétérogènes (10,3 %), milieux à végétation arbustive et/ou herbacée (6,1 %), eaux continentales (0,8 %), zones industrielles ou commerciales et réseaux de communication (0,7 %). L'évolution de l’occupation des sols de la commune et de ses infrastructures peut être observée sur les différentes représentations cartographiques du territoire : la carte de Cassini (XVIIIe siècle), la carte d'état-major (1820-1866) et les cartes ou photos aériennes de l'IGN pour la période actuelle (1950 à aujourd'hui).

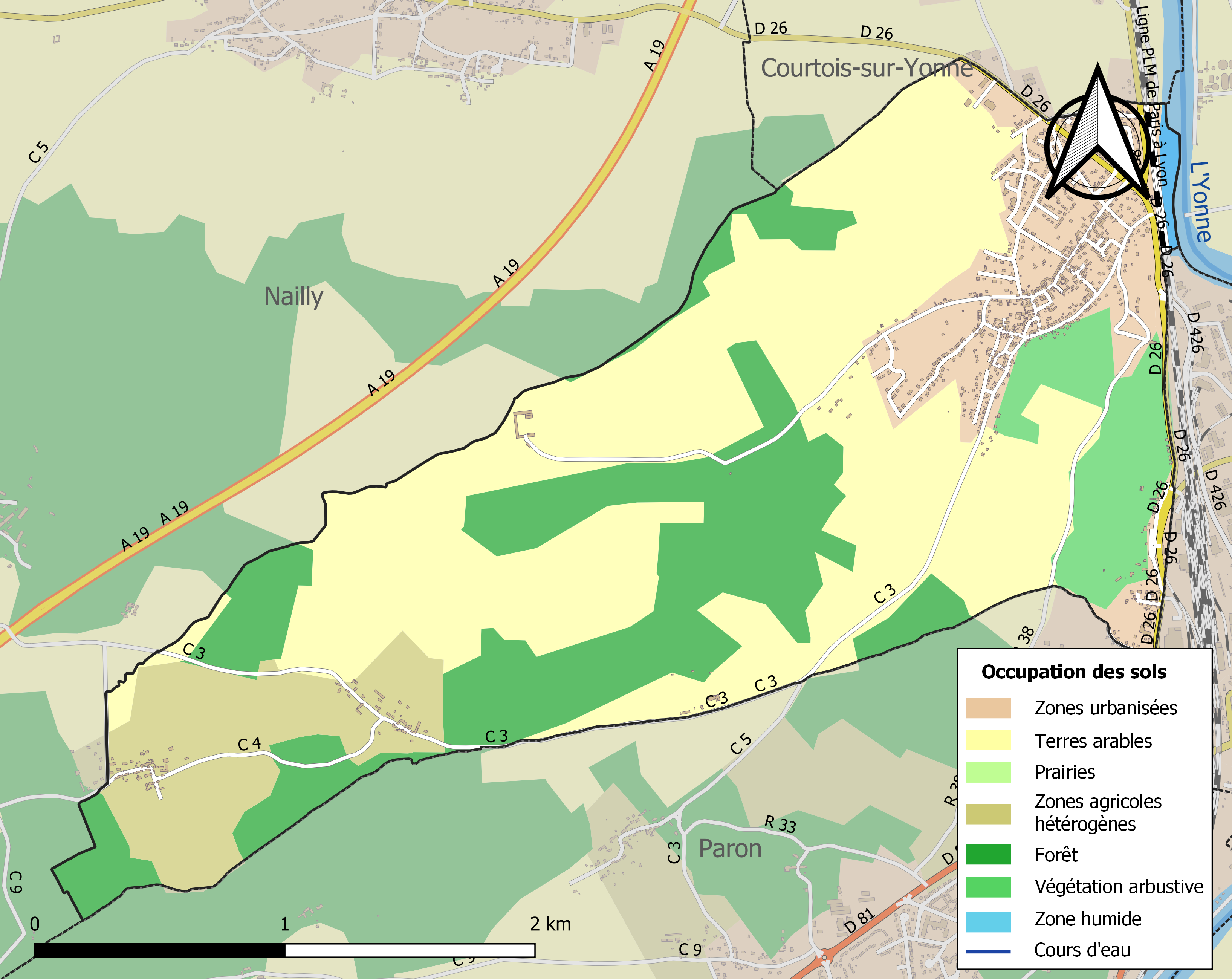
Carte des infrastructures et de l'occupation des sols de la commune en 2018 (CLC).

## Histoire
Seigneurie achetée par l'Archevêché de Sens au XIIIe siècle. Au cours de la Révolution française, la commune fut provisoirement renommée Martin-Bel-Air.

## Économie
Comme sur le reste du sénonais, la culture de la vigne est une activité importante jusqu'au début du xxe siècle. Elle disparaît totalement au début du XXe siècle victime du phylloxéra. Elle renait en 2019 avec la plantation d'un nouveau vignoble sur plusieurs parcelles .

## Démographie
L'évolution du nombre d'habitants est connue à travers les recensements de la population effectués dans la commune depuis 1793. Pour les communes de moins de 10 000 habitants, une enquête de recensement portant sur toute la population est réalisée tous les cinq ans, les populations de référence des années intermédiaires étant quant à elles estimées par interpolation ou extrapolation. Pour la commune, le premier recensement exhaustif entrant dans le cadre du nouveau dispositif a été réalisé en 2004.

En 2022, la commune comptait 1 553 habitants, en évolution de −2,2 % par rapport à 2016 (Yonne : −1,95 %, France hors Mayotte : +2,11 %).
| 1793 | 1800 | 1806 | 1821 | 1831 | 1836 | 1841 | 1846 | 1851 |
| ---- | ---- | ---- | ---- | ---- | ---- | ---- | ---- | ---- |
| 620  | 590  | 600  | 649  | 674  | 612  | 628  | 654  | 681  |

| 1856 | 1861 | 1866 | 1872 | 1876 | 1881 | 1886 | 1891 | 1896 |
| ---- | ---- | ---- | ---- | ---- | ---- | ---- | ---- | ---- |
| 640  | 633  | 570  | 546  | 520  | 487  | 508  | 531  | 496  |

| 1901 | 1906 | 1911 | 1921 | 1926 | 1931 | 1936 | 1946 | 1954 |
| ---- | ---- | ---- | ---- | ---- | ---- | ---- | ---- | ---- |
| 461  | 449  | 432  | 490  | 557  | 585  | 650  | 527  | 533  |

| 1962 | 1968 | 1975 | 1982  | 1990  | 1999  | 2004  | 2006  | 2009  |
| ---- | ---- | ---- | ----- | ----- | ----- | ----- | ----- | ----- |
| 788  | 922  | 975  | 1 273 | 1 313 | 1 445 | 1 482 | 1 509 | 1 527 |

| 2014  | 2019  | 2022  | - | - | - | - | - | - |
| ----- | ----- | ----- | - | - | - | - | - | - |
| 1 572 | 1 525 | 1 553 | - | - | - | - | - | - |

## Politique et administration

### Liste des maires
| Période       | Période       | Identité                         | Étiquette | Qualité                                       |
| ------------- | ------------- | -------------------------------- | --------- | --------------------------------------------- |
| 1944          | 1944          | Roger Arault et Charles Breuille |           | se succèdent au comité communal de Libération |
| novembre 1944 | mai 1952      | Roger Arault                     |           |                                               |
| juin 1952     | avril 1953    | Gaston Vincent                   |           |                                               |
| avril 1953    | mars 1965     | Valentin Lethumier               |           |                                               |
| mars 1965     | mars 1971     | André Fucili                     |           |                                               |
| mars 1971     | mars 1977     | Valentin Lethumier               |           |                                               |
| mars 1977     | mars 1989     | Jack Villain                     | PCF       |                                               |
| mars 1989     | novembre 1992 | Michel Varlet                    |           |                                               |
| novembre 1992 | mars 2008     | Daniel Legron                    |           |                                               |
| mars 2008     | mai 2020      | Joseph Agache                    | UDI       |                                               |
| mai 2020      | En cours      | Daniel Cordillot                 |           |                                               |

## Lieux et monuments

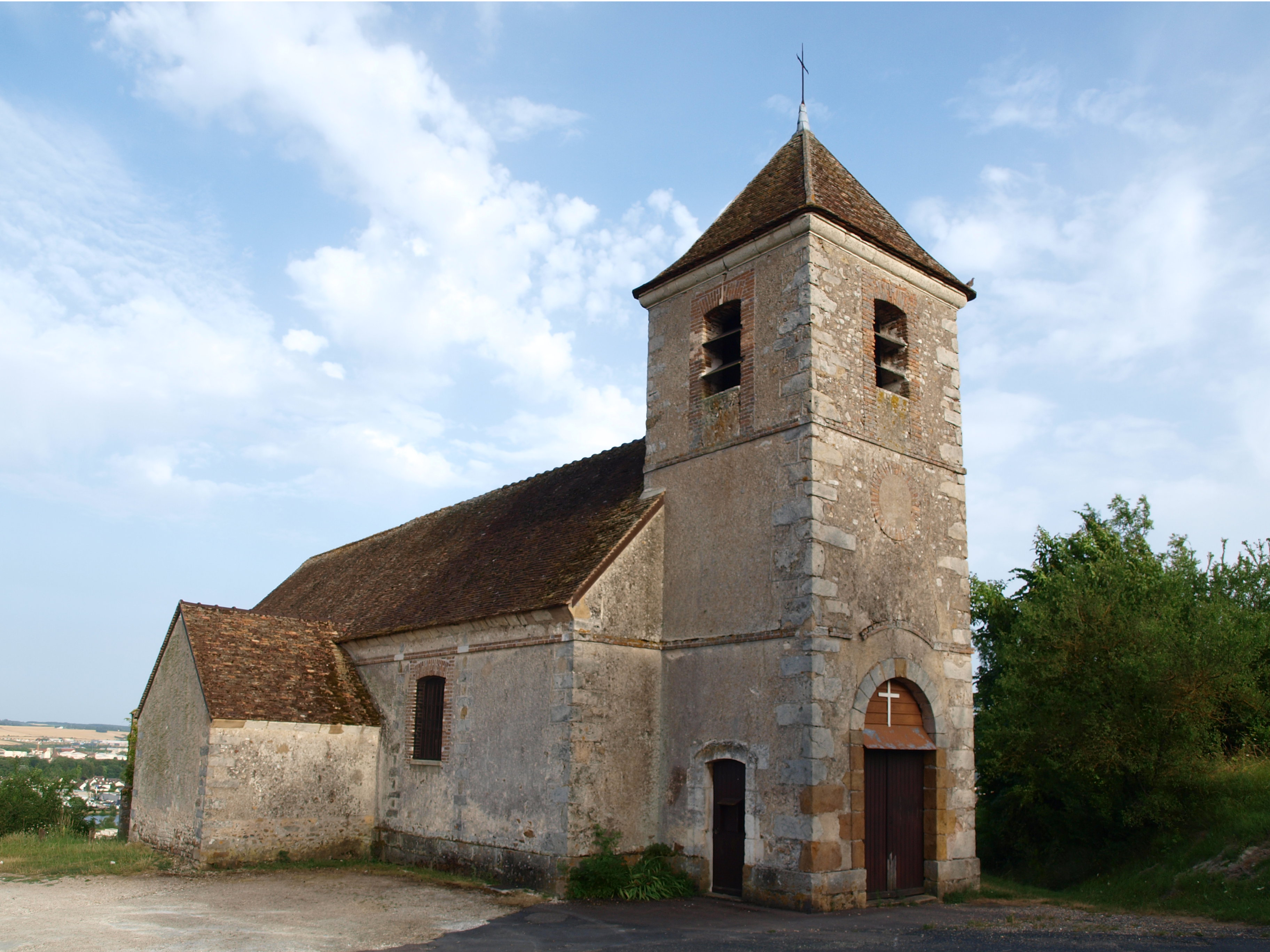
église de Saint-Martin-du-Tertre

- Église du XVIIIe siècle, dont la reconstruction fut décidée en 1769 par le cardinal de Luynes[21].

## Transports en commun
Deux lignes de transport en commun AS Réseau de Sens passe à Saint-Martin-du-Tertre :
- Ligne  Sens Lycées - Saint-Martin-de-Tertre Louise Michel
- Ligne  Sens Garibaldi - Courtois-sur-Yonne Les Bordes

## Pour approfondir